# Richard Leidholdt
Richard Clemens Julius Leidholdt (* 1821 in Halle (Saale); † 2. August 1878 in Teplitz) war ein deutscher Unternehmer und Politiker.

## Leben
Leidholdt war der Sohn des preußischen Rechnungsrates Gustav Adolf Heinrich Leidholdt in Naumburg und dessen Ehefrau Marie Rosine Christiane geborene Deparade aus Löbingen. Er war evangelisch-lutherischer Konfession und heiratete am 2. September 1851 in Greiz Julie Sidonie Seiffert (* 3. August 1827 in Greiz; † 5. Januar 1859 ebenda), die Tochter des Kauf- und Handelsherren August Wilhelm Seiffert in Greiz.
Leidholdt war Kaufmann und Fabrikant in Greiz, wo er Besitzer einer mechanischen Wollweberei mit 140 Beschäftigten war.
Vom 20. August 1867 bis zum 31. Dezember 1873 war er Abgeordneter im Greizer Landtag.